# Ferragosto
Ferragosto (od lat. Feriae Augusti = Blagdan Augusta) je blagdan drevnog rimskog podrijetla koji se slavi svakog 15. kolovoza u Italiji, kada Katolička Crkva slavi blagdan Velike Gospe.
Smatra se jednim od najvažnijih vjerskih i obiteljskih blagdana. U to doba brojni Talijani odlaze na godišnji odmor koji provode uglavnom u vlastitoj zemlji.
Povijest ferragosta seže daleko u prošlost: 15. kolovoz u Italiji slovi kao najtopliji dan ljeta i time označava »prekretnicu ljeta«. Stoga je svojedobno car August odredio da ovaj dan bude neradni dan za slobodne Rimljane kao i za robove.
Brojni Talijani podrazumjevaju pod pojmom ferragosto i cijeli godišnji odmor. U tom razdoblju u Italiji je vrhunac turističke sezone.

## Ferragosto tijekom fašističkog režima
U drugoj polovici 1920-tih godina talijanski fašistički režim organizirao je stotine putovanja na najpoznatije i najpopularnije lokacije unutar Italije. Fašisti su uspostavili posebne željezničke linije koje su vozile po izrazito malim cijenama kako bi i siromašniji Talijani mogli ići na odmor. Ponuda je bila ograničena na samo tri dana u godini, odnosno 13., 14., i 15. kolovoza, a Talijani su mogli birati između jednodnevna izleta (50 – 100 km od prebivališta) ili trodnevna putovanja (100 – 200 km od prebivališta).